# Premier Division 2023-2024 (Sudafrica)
La Premier Division 2023-2024 è stata la 28ª edizione della massima serie del campionato di calcio del Sudafrica, dalla sua fondazione nel 1996. La stagione è iniziata il 4 agosto 2023 e si è conclusa il 25 maggio 2024.
I Mamelodi Sundowns sono i detentori del titolo, avendo vinto il campionato per la sesta stagione consecutiva dalla stagione 2017-2018, e si sono ripetuti, vincendo il loro quattordicesimo titolo.

## Stagione

### Novità
Dalla stagione precedente sono stati retrocesse Marumo Gallants e Maritzburg Utd, ultime due classificate in campionato. Dalla National First Division sono invece stati promossi Polokwane City e Cape Town Spurs.

### Formula
Le 16 squadre partecipanti giocano un girone all'italiana con partite di andata e ritorno, per un totale di 30 giornate. Al termine della stagione, la squadra prima classificata è campione del Sudafrica e si qualifica per la CAF Champions League 2024-2025 insieme con la seconda, mentre la terza classificata si qualifica per la Coppa della Confederazione CAF 2024-2025.
L'ultima classificata è retrocessa automaticamente in National First Division, mentre la penultima gioca uno spareggio promozione-retrocessione contro una squadra di First Division.

## Squadre partecipanti
| Squadra           | Città          | Stadio                            | Stagione precedente           |
| ----------------- | -------------- | --------------------------------- | ----------------------------- |
| AmaZulu           | Durban         | Moses Mabhida Stadium             | 12° in Premier Division       |
| Cape Town City    | Città del Capo | Cape Town Stadium                 | 4° in Premier Division        |
| Cape Town Spurs   | Città del Capo | Athlone Stadium                   | 2° in National First Division |
| Chippa United     | Port Elizabeth | Nelson Mandela Bay Stadium        | 14° in Premier Division       |
| Golden Arrows     | Durban         | Sugar Ray Xulu Stadium            | 9° in Premier Division        |
| Kaizer Chiefs     | Johannesburg   | Soccer City Stadium               | 5° in Premier Division        |
| M. Sundowns       | Pretoria       | Stadio Loftus Versfeld            | Campione del Sudafrica        |
| Moroka Swallows   | Johannesburg   | Dobsonville Stadium               | 8° in Premier Division        |
| Orlando Pirates   | Johannesburg   | Orlando Stadium                   | 2° in Premier Division        |
| Polokwane City    | Polokwane      | Pietersburg Stadium               | 1° in National First Division |
| Richards Bay      | Richards Bay   | Richards Bay Stadium              | 13° in Premier Division       |
| Royal AM          | Chatsworth     | Stadio Chatsworth                 | 11° in Premier Division       |
| Sekhukhune United | Polokwane      | Peter Mokaba Stadium              | 7° in Premier Division        |
| Stellenbosch      | Stellenbosch   | Stadio Danie Craven               | 6° in Premier Division        |
| SuperSport Utd    | Pretoria       | Lucas Masterpieces Moripe Stadium | 3° in Premier Division        |
| TS Galaxy         | Mbombela       | Mbombela Stadium                  | 10° in Premier Division       |

## Classifica
|  | Pos. | Squadra           | Pt | G  | V  | N  | P  | GF | GS | DR  |
|  | ---- | ----------------- | -- | -- | -- | -- | -- | -- | -- | --- |
|  | 1.   | M. Sundowns       | 73 | 30 | 22 | 7  | 1  | 52 | 11 | +41 |
|  | 2.   | Orlando Pirates   | 50 | 30 | 14 | 8  | 8  | 44 | 26 | +18 |
|  | 3.   | Stellenbosch      | 50 | 30 | 14 | 8  | 8  | 39 | 24 | +15 |
|  | 4.   | Sekhukhune United | 45 | 30 | 12 | 9  | 9  | 31 | 24 | +7  |
|  | 5.   | Cape Town City    | 45 | 30 | 12 | 9  | 9  | 32 | 26 | +6  |
|  | 6.   | TS Galaxy         | 44 | 30 | 12 | 8  | 10 | 31 | 25 | +6  |
|  | 7.   | SuperSport Utd    | 44 | 30 | 11 | 11 | 8  | 35 | 33 | +2  |
|  | 8.   | Polokwane City    | 39 | 30 | 9  | 12 | 9  | 21 | 27 | -6  |
|  | 9.   | Golden Arrows     | 38 | 30 | 10 | 8  | 12 | 33 | 44 | -11 |
|  | 10.  | Kaizer Chiefs     | 36 | 30 | 9  | 9  | 12 | 25 | 30 | -5  |
|  | 11.  | AmaZulu           | 36 | 30 | 8  | 12 | 10 | 24 | 30 | -6  |
|  | 12.  | Chippa United     | 34 | 30 | 8  | 10 | 12 | 26 | 29 | -3  |
|  | 13.  | Royal AM          | 33 | 30 | 9  | 6  | 15 | 24 | 43 | -19 |
|  | 14.  | Moroka Swallows   | 32 | 30 | 8  | 8  | 14 | 24 | 36 | -12 |
|  | 15.  | Richards Bay      | 30 | 30 | 8  | 6  | 16 | 24 | 37 | -13 |
|  | 16.  | Cape Town Spurs   | 23 | 30 | 6  | 5  | 19 | 23 | 43 | -20 |

Legenda
      Campione del Sudafrica e ammessa alla CAF Champions League 2024-2025.
      Ammessa alla Coppa della Confederazione CAF 2024-2025.
 Ammessa ai play-off promozione/retrocessione.
      Retrocessa in National First Division2024-2025.
Note:
Tre punti a vittoria, uno a pareggio, zero a sconfitta.